# 郑州公交27路
郑州公交27路是郑州市的一条公共汽车线路，来往于兴隆铺路沙口路与郑汴路中州大道，由郑州公交集团第四运营公司运营。

## 线路历史
郑州公交曾两次使用27路作为线路编号，最初的27路开通于1988年4月1日，由郑州火车站发车，途经一马路、陇海路至长途汽车南站（现陇海汽车站）。1990年4月停运。
目前的27路开辟于2000年，来往于北环路与中博电脑城。2005年1月1日，27路终点站延伸至沙口路北段的三北社区。

## 线路基本资料

### 线路走向
- 下行：兴隆铺路沙口路→郑汴路中州大道
  - 自兴隆铺路沙口路起，经兴隆铺路、南阳路、南丰街、丰乐路、红旗路、黄河北街、黄河路、花园路、紫荆山路、城北路、东明路、郑汴路，至郑汴路中州大道止。
- 上行：郑汴路中州大道→兴隆铺路沙口路
  - 自郑汴路中州大道起，经郑汴路、东明路、城北路、紫荆山路、花园路、黄河路、经八路、红旗路、丰乐路、南丰街、南阳路、兴隆铺路，至兴隆铺路沙口路止。

### 服务时间
- 兴隆铺路沙口路：06:00～21:00
- 郑汴路中州大道：06:00～21:00

### 收费
- 全程单价RMB¥1，无人售票，支持绿城通（普通储值卡8折，成人月票5折，学生月票2.5折，老年卡免费）、微信/支付宝乘车码及银联云闪付。

### 与郑州地铁的换乘
- █ 1号线：紫荆山
- █ 2号线：黄河路、紫荆山
- █ 3号线：兴隆铺、同乐、南阳新村、博览中心、凤凰台、东十里铺
- █ 4号线：东十里铺
- █ 5号线：黄河路、郑州人民医院

### 停站
27路各停靠站点如下表所示：
| 下行站序 | 上行站序 | 站名           | 所在道路 | 轨交换乘                               | 周边地点                                                 |
| 1        | 31       | 兴隆铺路沙口路 | 兴隆铺路 |                                        | 兴隆铺村                                                 |
| 2        | 30       | 兴隆铺村       | 兴隆铺路 | 兴隆铺村、兴隆花园、中储花园           |                                                          |
| 3        | 29       | 南阳寨         | 南阳路   | 3 兴隆铺                               | 南阳路心语雅园、郑州六十中、昌建誉峰                     |
| 4        | 28       | 南阳路刘寨     | 南阳路   |                                        | 裕华社区、台隆合园                                       |
| 5        | 27       | 南阳路张寨     | 南阳路   | 升龙汇金广场、裕华文清园、亚新美好时光 |                                                          |
| 6        | 26       | 南阳路东风路   | 南阳路   | 3 同乐                                 | 同乐社区、富田丽景花园                                   |
| 7        | 25       | 南阳路群办路   | 南阳路   |                                        | 地矿家园                                                 |
| 8        | 24       | 南阳路群英路   | 南阳路   | 南阳路便民生活广场                     |                                                          |
| 9        | 23       | 南阳路农业路   | 南阳路   | 3 南阳新村                             | 南阳新村、丰业广场、南阳路第二小学                       |
| 10       | 22       | 南阳路海棠寺   | 南阳路   |                                        | 叠翠园                                                   |
| 11       | 21       | 寺坡           | 丰乐路   | 通利宝丽花园、财富佳苑                 |                                                          |
| 12       | 20       | 丰乐路卫生路   | 丰乐路   | 泉舜上城、郑州市经济贸易学校           |                                                          |
| 13       | 19       | 红旗路黄河北街 | 红旗路   | 建苑小区、亨利小区                     |                                                          |
| -        | 18       | 红旗路文化路   | 红旗路   | 聚合大厦                               |                                                          |
| -        | 17       | 经八路红旗路   | 经八路   | 中孚小区                               |                                                          |
| 14       | -        | 郑州人民医院   | 黄河路   | 5 郑州人民医院                         | 郑州人民医院                                             |
| 15       | 16       | 黄河路经八路   | 黄河路   | 5 郑州人民医院                         | 建文新世界商厦、经津大厦                                 |
| 16       | 15       | 黄河路服装市场 | 黄河路   |                                        | 黄河路服装商场、黄河路第一小学                           |
| 17       | -        | 黄河路经五路   | 黄河路   | 新华一厂                               |                                                          |
| -        | 14       | 黄河路花园路西 | 黄河路   | 25 黄河路                              | 河南通信设计院                                           |
| 18       | 13       | 花园路口       | 花园路   |                                        | 正道花园百货、中国建设银行河南省分行                     |
| -        | 12       | 紫荆山花园路   | 花园路   | 12 紫荆山                              | 河南省人民会堂、河南饭店、河南省科学技术厅、郑州嘉里中心 |
| 19       | 11       | 紫荆山路顺河路 | 紫荆山路 | 12 紫荆山                              | 紫荆山公园、紫荆山百货、黄科苑、黄河中学                 |
| 20       | 10       | 城北路紫荆山路 | 城北路   |                                        | 郑州回民中学、河南省中医药研究院                         |
| 21       | 9        | 城北路城东路   | 城北路   | 翠苑小区、远征大厦、郑州商城遗址       |                                                          |
| 22       | 8        | 城北路商城东里 | 城北路   | 金天地大厦、远征都市港湾               |                                                          |
| 23       | 7        | 城北路东明路   | 城北路   | 郑州回民中学东校区                     |                                                          |
| 24       | 6        | 东明路商城路   | 东明路   | 克拉城、信息工程大学电子技术学院       |                                                          |
| -        | 5        | 东明路郑汴路   | 东明路   | 御玺大厦、恒泰国际、绿都广场           |                                                          |
| 25       | -        | 郑汴路东明路   | 郑汴路   | 御玺大厦、恒泰国际、绿都广场           |                                                          |
| 26       | 4        | 中博家具中心   | 郑汴路   | 3 博览中心                             | 中原国际博览中心、中博家具城                             |
| 27       | 3        | 郑汴路玉凤路   | 郑汴路   | 3 凤凰台                               | 上悦城、凤凰城、环球大厦                                 |
| 28       | 2        | 郑汴路英协路   | 郑汴路   |                                        | 英协花园、粤港商业广场                                   |
| 29       | 1        | 郑汴路中州大道 | 郑汴路   | 34 东十里铺                            | 中国郑州建材大世界（东建材）、建业艾美酒店、永恒名座大厦 |